# El Mirador
El Mirador a maja civilizáció preklasszikus korának legnagyobb városa volt. A romok El Petén megyében találhatók, Guatemala legészakibb megyéjében, a mexikói zöldhatár közelében.
A várost lakói Kr.u. 50-ben elhagyták; 1926-ban fedezték fel újra a romokat. Két hatalmas piramis található a romvárosban: a körülbelül 55 méter magas "El Tigre" és "La Danta", mely utóbbi 72 méter magas és tetején templom áll. El Miradorban nagy számban találták meg Vucub Caquix madáristen ábrázolásait. 2009-ben El Miradorban fedeztek föl egy négy méter hosszú és három méter magas ókori maja frízt, amelynek a keletkezését Kr. e. 300-ra valószínűsítik, és így ez az eddig ismert legrégebbi maja fríz, amely Ixbalanque és Hunapu isteneket ábrázolja fürdés közben.